# 커티스 메이필드
커티스 메이필드(영어: Curtis Mayfield, 1942년 6월 3일 ~ 1999년 12월 26일)는 미국의 싱어송라이터, 기타리스트, 음반 프로듀서였으며, 영혼과 정치적으로 의식적인 흑인 음악의 배후에 있는 가장 영향력 있는 음악가 중 한 명이었다. 그는 1950년대 후반과 1960년대 민권운동 당시 임프레션스로 처음 성공과 인정을 받았으며, 이후 솔로 가수로 활동했다.
일리노이주 시카고에서 태어난 메이필드는 복음 합창단에서 음악 활동을 시작했다. 노스사이드로 이사한 그는 1956년 14세의 나이로 제리 버틀러를 만나 보컬 그룹 임프레션스에 합류했다. 작곡가로써, 메이필드는 사회적 인식의 보다 널리 퍼진 주제를 소울 음악에 가져온 첫 번째 음악가들 중 한 명으로 주목을 받았다. 1965년, 그는 〈People Get Ready〉라는 곡을 썼는데, 이 곡은 그의 정치적으로 더 많은 영향을 받은 작곡을 보여주었다. 《롤링 스톤》이 선정한 역사상 가장 위대한 노래 500곡 중 24위에 오른 이 곡은 다른 수많은 상을 받았고, 1998년 그래미 명예의 전당에 입성될 뿐만 아니라 로큰롤의 모습을 한 로큰롤 명예의 전당에 포함되었다.
1970년 솔로 활동을 추구하며 임프레션스를 떠난 메이필드는 1972년 블랙스플로이테이션 영화 《슈퍼 플라이》의 사운드트랙을 포함한 여러 장의 음반을 발매했다. 이 사운드트랙은 주로 범죄, 빈곤, 약물남용과 같은 도시 내 소수민족들을 둘러싼 문제들을 다루는 사회적으로 의식적인 테마로 주목받았다. 이 음반은 《롤링 스톤》이 선정한 역사상 가장 위대한 음반 500장 중 72위에 올랐다.

## 사생활
메이필드는 두 번 결혼했다. 그는 다른 관계에서 10명의 아이들을 두었다. 그가 죽었을 때, 그는 알테이다 메이필드와 결혼했고, 그들은 함께 6명의 자녀를 두었다.

## 사망
메이필드는 1999년 12월 26일 조지아주 로즈웰의 노스풀턴 지역 병원에서 2형 당뇨병으로 사망했다. 그는 그의 아내 알테이다 메이필드, 그의 어머니 마리암 잭슨, 10명의 아이들, 캐롤린 폴즈와 주디 메이필드, 남동생인 케네스 메이필드, 그리고 7명의 손자들에 의해 살아남았다.

## 음반 목록
| - Curtis (1970) - Roots (1971) - Super Fly (1972) - Back to the World (1973) - Sweet Exorcist (1974) - Got to Find a Way (1974) - There's No Place Like America Today (1975) - Give, Get, Take and Have (1976) - Sparkle (with 아레사 프랭클린) (1976) - Never Say You Can't Survive (1977) | - Do It All Night (1978) - Heartbeat (1979) - Something to Believe In (1980) - The Right Combination (with 린다 클리포드) (1980) - Love is the Place (1982) - Honesty (1983) - We Come in Peace with a Message of Love (1985) - Take It to the Streets (1990) - New World Order (1996) |